# 진예림
진예림(1990년 6월 27일 ~ )은 대한민국의 가수이다.

## 학력
- 한림대학교 재무금융학과

## 경력
- 2012년 양평군 홍보대사

## 수상
- 2011년 제6회 현인가요제 애정산맥상
- 2012년 대한민국 스타대상 성인가요부문 신인상